# Beta-ploča
Beta-ploča (β-nabrana ploča, β-ploča, eng. beta-sheet, β-sheet, beta-pleated sheet) je sekundarna struktura polipeptidnih lanaca ili bjelančevina. Nastaje međusobnim povezivanjem vodikovim vezama dvaju ili više istegnutih lanaca preko karbonilnih i amidnih skupina.